# XXV secolo a.C.
Il XXV secolo a.C. (venticinquesimo secolo avanti Cristo) è il secolo che inizia nell'anno 2500 a.C. e termina nell'anno 2401 a.C. incluso.

## Avvenimenti
- 2500 a.C.
  - Mesopotamia
    - Lugal-Anne-Mundu Leggendario Re di Adab
    - Presunto insediamento della III dinastia di Kish: Kubaba Regina di Kish

  - Nubia: Nasce il Regno di Kerma in Nubia (fino al 1520 a.C., che raggiungerà il suo splendore dopo il 1800 a.C.)
  - Africa centrale: Comincia l'inaridimento della regione del Sahara
  - Asia: Nasce la civiltà dell'Indo

## Personaggi significativi
- Lugal-Anne-Mundu Leggendario Re di Adab
- Kubaba Regina di Kish

## Invenzioni, scoperte, innovazioni
- Mesopotamia: Primi insediamenti dei nomadi Amorrei (di origine semitica, antenati dei Re di Isin e dei Babilonesi) a ovest dell'Eufrate
- Assiria: Primi insediamenti urbani nella città di Assur, in Alta Mesopotamia
- Libano: I Fenici fondarono i primi insediamenti sulla costa del Mediterraneo
- Siria: Gli Hurriti si insediano nell'area
- Siria: Primi insediamenti urbani nella città di Karkemiš, fra Siria e Turchia
- Asia Minore: Gli Hatti si insediano in Turchia (fino al 1700 a.C.)
- Arabia: Addomesticamento del dromedario
- Gran Bretagna: Completamento dei Dolmen di Stonehenge
- Caucaso: Civiltà calcolitica del kurgan - Sepolture in tumulo, poi diffuse in tutta Europa
- Antica Grecia: Periodo Protoelladico II in Grecia - Popolazioni protoindoeuropee (Pelasgi) (fino al 2300 a.C.)
- Italia: Civiltà del Gaudo in Cilento: Necropoli di Buccino
- Europa Occidentale, Europa Centrale: inizio dell'Età del bronzo
- Ucraina:(fino al 1500 a.C.) - Movimenti di popolazioni indoeuropee, suddivise nel ramo occidentale Centum (Celti, Latini, Germanici, Elleni) e orientale Satem (Slavi, Baltici, Illirici, Gutei, Ittiti, Hurriti, Tocari, Iranici e Arii).
- Asia centrale: Addomesticamento del bue, del cammello e del cavallo
- India:Civiltà della valle dell'Indo: ad Harappa si diffondono quartieri caratterizzati da un ordinato tessuto urbano, con case diversificate, indice di una divisione in classi
- Groenlandia: Cultura mesolitica di Saqqaq in Groenlandia meridionale, proveniente dal Canada (fino a 800 a.C.)